# Pål Hansen (Skispringer)
Pål Hansen (* 17. Dezember 1972) ist ein ehemaliger norwegischer Skispringer.

## Werdegang
Hansen sprang ab 1991 im neu geschaffenen Continental Cup (COC). Nachdem er dort erste Erfolge erzielen konnte, wurde er am 11. März 1992 erstmals für ein Springen im Skisprung-Weltcup in seiner Heimat Norwegen nominiert. In Trondheim erreichte er von der Großschanze den 51. Platz. In der Continental-Cup-Saison 1992/93 erreichte er mit Platz 16 die beste Platzierung seiner Karriere in der COC-Gesamtwertung. Beim Skifliegen am Kulm erreichte er im Januar 1993 mit Platz 20 erstmals Weltcup-Punkte. Anschließend sprang er für drei weitere Jahre ausschließlich im Weltcup, bevor er am 17. Februar 1996 erneut bei einem Weltcup-Springen antrat. Auf der Großschanze in Iron Mountain erreichte er mit Platz 26 erneut Weltcup-Punkteränge. Im zweiten Springen verpasste er diese jedoch mit Platz 56 deutlich. Am 15. März 1996 stand er in Oslo mit dem zweiten Platz im Teamspringen erstmals und letztmals auf dem Podium bei einem Weltcup-Springen. Nachdem er zwei Tage später auf der gleichen Schanze mit Platz 33 die Punkteränge nur knapp verpasst hatte, beendete er die Weltcup-Saison 1995/96 auf dem 89. Platz in der Weltcup-Gesamtwertung. In den folgenden zwei Jahren startete er ausschließlich wieder im Continental Cup, beendete aber 1998 erfolglos seine aktive Skisprungkarriere.